# Catharina Jansdotter
Catharina Jansdotter, född 28 november 1819 i Lillkyrka församling, Uppsala län, död 29 november 1862 i Uppsala (folkbokförd i Veckholms församling, Uppsala län), var en svensk kvinna som dömdes för mord på sin förmodade älskare, varpå hon blev den sista kvinna att avrättas offentligt i Sverige.

## Biografi
Catharina Jansdotter var från Östra Väppeby i Veckholms socken. Hon ställdes inför rätta vid Trögds häradsrätt, åtalad för att ha "påskyndat sin man soldaten Spångs våren 1853 timade död, dels ock i November 1856 i enslighet framfödt och om lifvet bragt ett af henne med arbetskarlen Gustaf Wilhelm Blomqvist olofligen sammanafladt barn". Hon frikändes i brist på bevisning för de brotten, men fälldes däremot för att "hafva i Augusti månad 1859 i uppsåt att dräpa med berådt mod genom förgiftning afdagatagit bemälte Blomqvist, i anseende hvartill Svea hofrätt genom utslag af den 24 Jan. detta år, dömt henne att för mord mista lifvet genom halshuggning."   Domen överklagades till kungen som befäste hovrättens dom, och nådeansökan avslogs.
Hon avrättades genom halshuggning med yxa på avrättningsplatsen kronoparken Örlösan. Avrättningen har beskrivits av Aftonbladets skribent:
"Den sista natten sof hon fullkomligt lugnt och syntes, då hon omkring 1/2 8 lördagsmorgonen affördes från länshäktet, glad och nöjd med att sålunda få försona sitt brott. Vid framkomsten kl 9 till den omkring en mil utanför staden å kronoparken Örlösan belägna Waksala härads afrättsplats, der afrättningen skulle försiggå, hade hon tillräcklig styrka att sjelf vidtaga de nödiga anordningarne och nedlägga sig på stupstocken, hvarpå det dödande hugget följde och hon sålunda slutade sitt sorgliga lefvnadslopp vid 44 års ålder. Exekutionen verkställdes af skarprättaren för Nyköpings, Stockholms och Upsala län samt Stockholms stad  J. F. Hjort. Oaktadt den regniga väderleken hade en stor mängd åskådare, isynnerhet från staden, infunnit sig för att bevittna det hemska uppträdet."
Hon var den sista kvinna som avrättades offentligt i Sverige, två år efter avrättningen av Sara Zetterlund (de sista personerna som avrättades offentligt i Sverige var Konrad Petterson Lundqvist Tector och Gustav Adolf Eriksson Hjert den 18 maj 1876 och den sista kvinnan som avrättades i Sverige var Anna Månsdotter 1890). 1864 års strafflag två år senare fick till följd att avrättningarna i Sverige kraftigt reducerades, och från 1866 till den sista avrättningen 1910 avrättades bara femton personer i Sverige, av vilka bara en var kvinna. Efter 1877 skedde avrättningarna inte längre offentligt.